# ژاپن در المپیک تابستانی ۲۰۱۶

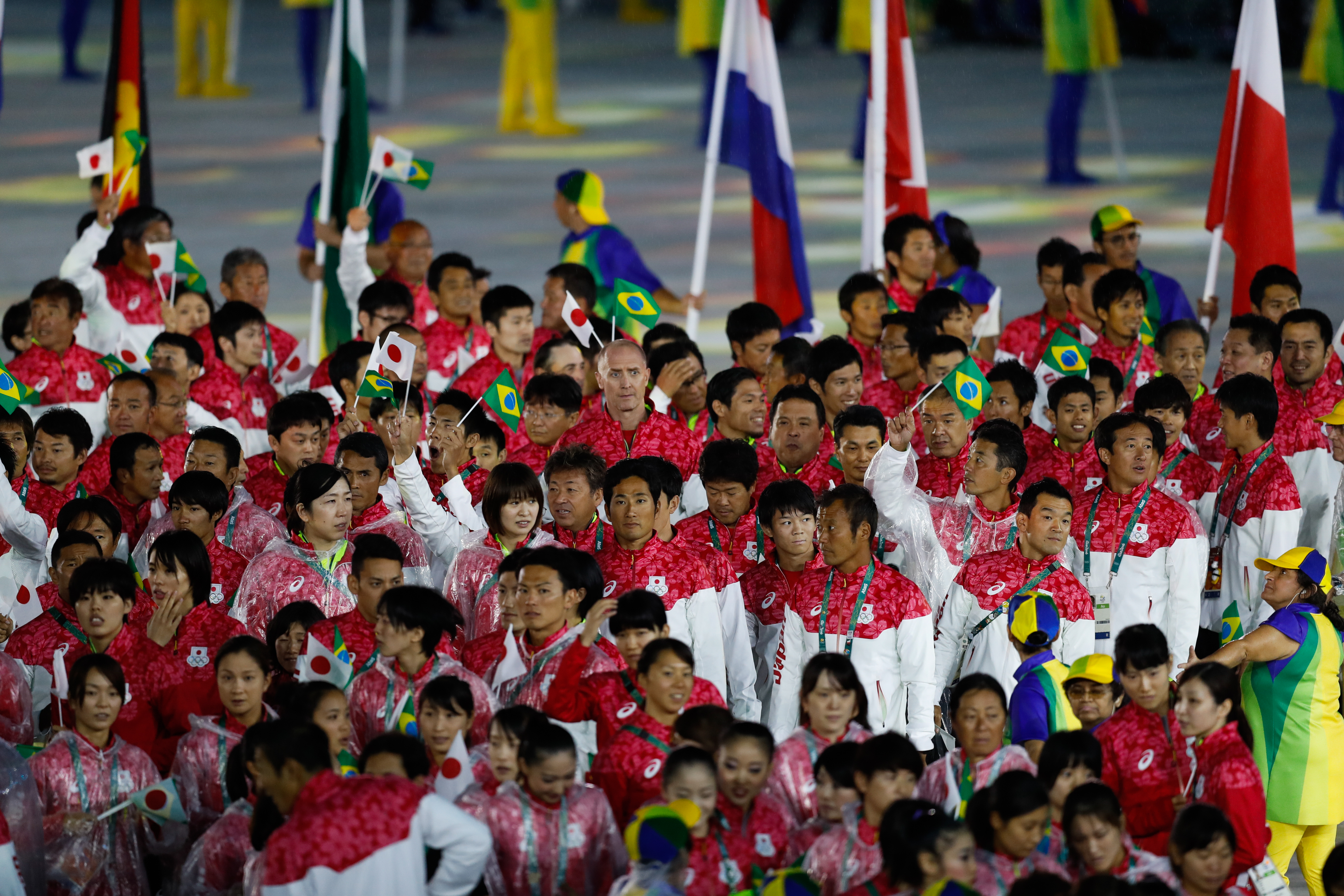
کاروان ژاپن در بازیهای المپیک تابستانی ۲۰۱۶

ژاپن در بازی‌های المپیک تابستانی ۲۰۱۶ (انگلیسی: Japan at the 2016 Summer Olympics) ۳۳۸ ورزشکار در ۳۰ رشته ورزشی در برزیل حضور یافت. در نهایت کشور ژاپن با ۱۲ مدال طلا، ۸ نقره و ۲۱ برنز و مجموع ۴۱ مدال، رتبه ششم بیشترین مدال را در میان همه کشورهای حاضر به دست آورده‌است.